# Toki (województwo podkarpackie)
Toki – wieś w Polsce położona w województwie podkarpackim, w powiecie jasielskim, w gminie Nowy Żmigród.
| SIMC    | Nazwa   | Rodzaj    |
| ------- | ------- | --------- |
| 0357357 | Granice | część wsi |

W latach 1975–1998 miejscowość położona była w województwie krośnieńskim.
Przez Toki przepływają dwie rzeki – Wisłoka oraz wpadająca do niej Iwielka. Zdecydowana większość mieszkańców pracuje w pobliskim Nowym Żmigrodzie i w powiatowym Jaśle oraz Krośnie.
Toki ściśle związane są z Nowym Żmigrodem, gdzie do szkoły podstawowej uczęszczają dzieci, a miejscowość jest częścią parafii Nowy Żmigród.
W miejscowości znajduje się stary młyn - miejsce silnie związane z Ruchem Oporu okresu II wojny światowej. Zabudowania młyńskie w Tokach były najważniejszą placówką AK na Ziemi Żmigrodzkiej w latach 1939-1944, której założycielem i dowódcą został ówczesny właściciel młyński - Jan Fryderyk Suski (ps. Ryś) wraz z rodziną.
W celu uczczenia walecznych członków Armii Krajowej z Toków imię Bohaterów Armii Krajowej z plutonu „Ryś” nosi Gimnazjum w Łężynach (gmina Nowy Żmigród)
25-26 sierpnia 1944, 150 żołnierzy Wehrmachtu i SS spacyfikowało wieś. W wyniku akcji śmierć poniosło 19 osób.